# Klaviyo
Klaviyo — технологическая компания, которая предоставляет платформу автоматизации маркетинга, используемую в основном для продаж по электронной почте и SMS-маркетинга. Штаб-квартира компании находится в Бостоне, штат Массачусетс.

## История
Компания была основана в 2012 году Эндрю Бялеки и Эдом Халленом.
В 2019 году Klaviyo вошла в рейтинг Forbes Cloud 100, в который входят 100 частных облачных компаний.
В августе 2022 года компания электронной коммерции Shopify объявила, что делает Klaviyo рекомендуемым партнером по решениям для электронной почты для своей торговой платформы Shopify Plus, вложив в компанию стратегические инвестиции в размере 100 000 000 долларов США.
В 2022 году Klaviyo вошла в число 500 лучших рабочих мест в США и в число 50 лучших рабочих мест (компании среднего размера) в Великобритании.